# Raúl Albiol
Raúl Albiol Tortajada (sinh ngày 4 tháng 9 năm 1985 ở Vilamarxant, Valencia) là một cầu thủ bóng đá người Tây Ban Nha hiện đang chơi cho câu lạc bộ Villarreal ở giải La Liga và đội tuyển Tây Ban Nha.

## Sự nghiệp câu lạc bộ

### Valencia
Albiol ký hợp đồng với Valencia CF từ năm 9 tuổi sau khi gây ấn tượng trong một trận giao hữu của đội bóng anh đang thi đấu là Benidorm CF với Valencia. Anh có trận ra mắt ở đội chính vào ngày 24 tháng 9 năm 2003 ở vòng loại thứ nhất cúp UEFA gặp AIK Fotboll, nhưng mùa giải đầu tiên của anh ở cấp độ chuyên nghiệp vẫn hầu như chỉ chơi cho đội B.
Ở mùa giải 2004-05, anh được đem cho Getafe CF mượn, nhưng do dính phải một chấn thương sau một vụ tai nạn ôtô nên phải đến tháng 1 anh mới ký hợp đồng với đội bóng này, góp công lớn giúp câu lạc bộ trụ hạng thành công.
Mùa giải sau đó Albiol trở lại Valencia và ngay lập tức chiếm được vị trí trong đội hình chính thức. Ở trận khai mạc mùa giải 2006-07, anh ghi bàn ấn định tỉ số 2-1 vào lưới Real Betis. Trong 4 năm ở đây, chiến công lớn nhất của anh là giúp Los Che vô địch cúp quốc gia 2007-08.

### Real Madrid
Vào ngày 25 tháng 6, Albiol gia nhập Real Madrid với mức giá vào khoảng 15 triệu euro, trở thành cầu thủ Tây Ban Nha đầu tiên được chiêu mộ dưới triều đại Florentino Perez. Vào ngày 2 tháng 7, anh chính thức ra mắt đội bóng ở sân Santiago Bernabéu, nhận áo đấu 18 từ Rubén de la Red, người phải ngồi ngoài cả mùa giải do bị bệnh về tim.
Albiol ghi bàn đầu tiên cho Merengues vào ngày 8 tháng 12, trong chiến thắng 3-1 ở cúp C1 trước Olympique Marseille.

## Thi đấu quốc tế
Với việc ra sân ở đội U21 Tây Ban Nha, Albiol có trận đấu đầu tiên ở đội tuyển quốc gia vào ngày 13 tháng 10 năm 2007, ở vòng loại Euro 2008 thắng 3-1 trước đội tuyển bóng đá quốc gia Đan Mạch.
Ở vòng chung kết giải đấu, anh ra sân hai lần trong trận gặp Thuỵ Điển và Hi Lạp.
Tân huấn luyện viên đội tuyển Vicente Del Bosque triệu tập Albiol ở FIFA Confederations Cup 2009 ở Nam Phi, Anh ra sân trong trận đầu tiên của Tây Ban Nha, thắng 5-0 trước đội tuyển bóng đá quốc gia New Zealand.

## Thống kê sự nghiệp

### Câu lạc bộ
Tính đến 25 tháng 5 năm 2019
| Câu lạc bộ          | Mùa giải            | Giải đấu | Giải đấu | Cúp quốc gia1 | Cúp quốc gia1 | Châu Âu | Châu Âu | Tổng cộng | Tổng cộng |
| Câu lạc bộ          | Mùa giải            | Trận     | Bàn      | Trận          | Bàn           | Trận    | Bàn     | Trận      | Bàn       |
| ------------------- | ------------------- | -------- | -------- | ------------- | ------------- | ------- | ------- | --------- | --------- |
| Valencia B          | 2002–03             | 14       | 3        | 0             | 0             | 0       | 0       | 14        | 3         |
| Valencia B          | 2003–04             | 35       | 2        | 0             | 0             | 0       | 0       | 35        | 2         |
| Valencia B          | Tổng cộng           | 35       | 2        | 0             | 0             | 0       | 0       | 49        | 5         |
| Getafe              | 2004–05             | 17       | 1        | 2             | 0             | 0       | 0       | 19        | 1         |
| Getafe              | Tổng cộng           | 17       | 1        | 2             | 0             | 0       | 0       | 19        | 1         |
| Valencia            | 2005–06             | 29       | 1        | 0             | 0             | 0       | 0       | 29        | 1         |
| Valencia            | 2006–07             | 36       | 1        | 2             | 1             | 12      | 1       | 50        | 3         |
| Valencia            | 2007–08             | 32       | 1        | 3             | 0             | 7       | 0       | 42        | 1         |
| Valencia            | 2008–09             | 34       | 2        | 2             | 0             | 6       | 0       | 42        | 2         |
| Valencia            | Tổng cộng           | 131      | 5        | 7             | 1             | 25      | 1       | 163       | 7         |
| Real Madrid         | 2009–10             | 33       | 0        | 2             | 0             | 8       | 1       | 43        | 1         |
| Real Madrid         | 2010–11             | 20       | 0        | 6             | 0             | 6       | 0       | 32        | 0         |
| Real Madrid         | 2011–12             | 10       | 0        | 2             | 0             | 5       | 0       | 17        | 0         |
| Real Madrid         | 2012–13             | 18       | 1        | 5             | 0             | 3       | 0       | 26        | 1         |
| Real Madrid         | Tổng cộng           | 81       | 1        | 15            | 0             | 22      | 1       | 118       | 2         |
| Napoli              | 2013–14             | 32       | 1        | 5             | 0             | 9       | 0       | 46        | 1         |
| Napoli              | 2014–15             | 35       | 0        | 4             | 0             | 12      | 0       | 51        | 0         |
| Napoli              | 2015–16             | 36       | 1        | 0             | 0             | 3       | 0       | 39        | 1         |
| Napoli              | 2016–17             | 26       | 0        | 3             | 0             | 6       | 0       | 35        | 0         |
| Napoli              | 2017–18             | 31       | 3        | 0             | 0             | 8       | 0       | 39        | 3         |
| Napoli              | 2018–19             | 20       | 1        | 0             | 0             | 6       | 0       | 26        | 1         |
| Napoli              | Tổng cộng           | 180      | 6        | 11            | 0             | 44      | 0       | 236       | 6         |
| Villarreal          | 2019–20             | 0        | 0        | 0             | 0             | —       | —       | 0         | 0         |
| Tổng cộng sự nghiệp | Tổng cộng sự nghiệp | 444      | 16       | 44            | 2             | 96      | 2       | 588       | 19        |

1Bao gồm Supercopa de España.

## Danh hiệu

### Câu lạc bộ
Valencia
- Copa del Rey: 2007–08
- UEFA Cup: 2003–04

Real Madrid
- La Liga: 2011–12
- Copa del Rey: 2010–11; Á quân 2012–13
- Supercopa de España: 2012; Á quân 2011

Napoli
- Coppa Italia: 2013–14
- Supercoppa Italiana: 2014

Villarreal
- UEFA Europa League: 2020-21

### Quốc tế
- FIFA World Cup: 2010
- UEFA Euro: 2008, 2012

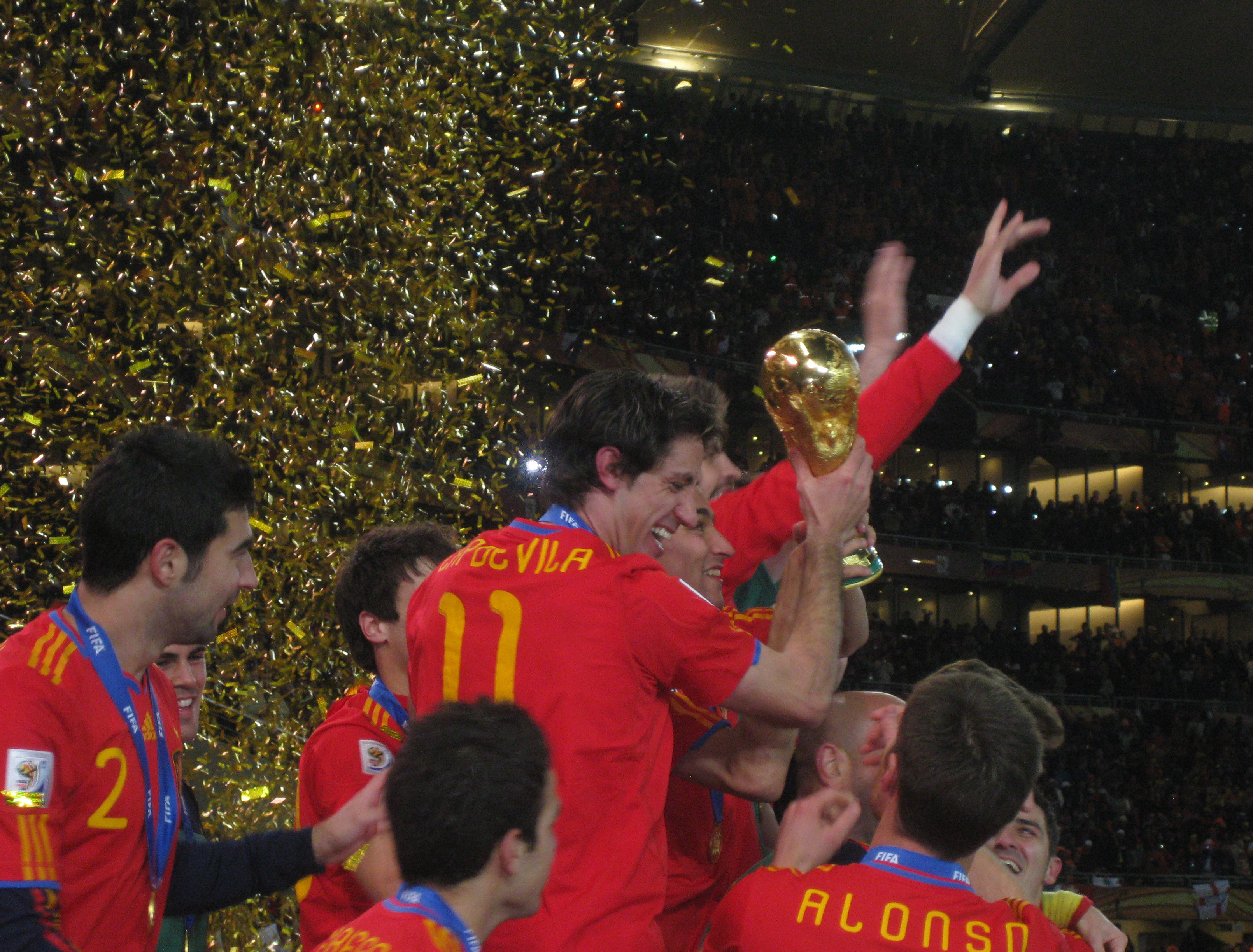
Albiol (số 2) cùng đội tuyển Tây Ban Nha vô địch FIFA World Cup 2010.

- FIFA Confederations Cup á quân: 2013; Hạng ba 2009
- UEFA European Under-19 Championship: 2004

### Cá nhân
- Don Balón Award – Cầu thủ tiến bộ ở La Liga: 2006

## Cuộc sống
Albiol đã lập gia đình và có hai con gái, Azahara (sinh ngày 16 tháng 3 năm 2009) và Alma (sinh ngày 7 tháng 1 năm 2010). Anh trai của Albiol, Miguel Albiol, cũng là một cầu thủ bóng đá. Một tiền vệ, anh cũng trưởng thành từ lò đào tạo Valencia, chơi một trận cho đội một, nhưng chủ yếu chơi cho Rayo Vallecano.